# Sphinga
Genre
Sphinga  est un genre de plantes à fleurs dicotylédones de la famille des Fabaceae, sous-famille des Mimosoideae, originaire des régions tropicales d'Amérique, qui comprend trois espèces acceptées.

## Liste d'espèces
Selon The Plant List (4 décembre 2018) :
- Sphinga acatlensis (Benth.) Barneby & J.W.Grimes
- Sphinga platyloba (DC.) Barneby & J.W.Grimes
- Sphinga prehensilis (C.Wright) Barneby & J.W.Grimes